# Marc Thompson
Marc Courtney Thompson (* 27. Juni 1953 in Kansas City (Missouri)) ist ein ehemaliger US-amerikanischer Radrennfahrer.

## Sportliche Laufbahn
Thompson war Straßenradsportler und im Bahnradsport aktiv. Er war Teilnehmer der Olympischen Sommerspiele 1976 in Montreal. Im Mannschaftszeitfahren wurde der Vierer aus den USA John Howard, Wayne Stetina, Marc Thompson und Alan Kingsbery 19. des Rennens.
Thompson belegte bei der nationalen Meisterschaft 1975 den dritten Platz im Straßenrennen. Bei den Panamerikanischen Spielen 1975 wurde er Vierter im Mannschaftszeitfahren. 1978 beendete er seine Radsportkarriere und wandte sich der Leichtathletik zu. Später wurde er Trainer im Triathlon.